# Liste der Naturdenkmale im Amt Bützow-Land
Die Liste der Naturdenkmale im Amt Bützow-Land nennt die Naturdenkmale im Amt Bützow-Land im Landkreis Rostock in Mecklenburg-Vorpommern.

## Baumgarten
| Bild                          | Nr.         | Bezeichnung                   | Standort                                                  | Beschreibung   | Schutzzweck | Verordnung                                                       |
| ----------------------------- | ----------- | ----------------------------- | --------------------------------------------------------- | -------------- | ----------- | ---------------------------------------------------------------- |
| BW                            | fnd_gue_192 | Baumgartener Kuhschellenhügel | Baumgarten (53° 47′ 58,2″ N, 11° 52′ 32,9″ O)             | Fläche 2,50 ha |             | Beschluss des Rates des Kreises Bützow Nr. 93/80 vom 03.12.1980  |
| BW                            |             | Hügelgrab                     | Baumgarten (53° 49′ 8″ N, 11° 52′ 13,5″ O)                |                |             | Nr. 73 am 31.10.1939, VO vom 18.10.1939                          |
| BW                            |             | Stieleiche                    | Jabelitz K 2 / L 14 (53° 50′ 55,5″ N, 11° 49′ 54,6″ O)    |                |             | Nr. 61 am 31.08.1937, VO vom 23.08.1937                          |
| BW                            |             | Hecke                         | Katelbogen (53° 51′ 20,1″ N, 11° 51′ 39,2″ O)             |                |             | Beschluss Nr. 81 des Rates des Kreises Bützow, 16.04.1986        |
| BW                            |             | 1 Linde                       | Laase Kirche (53° 47′ 59,9″ N, 11° 49′ 17″ O)             |                |             | eingetragen im Naturdenkmalbuch am 31.07.1937, VO vom 25.09.1933 |
| BW                            |             | Jörgenstein                   | Laase (53° 48′ 33,3″ N, 11° 49′ 27,8″ O)                  |                |             | Nr. 4 am 17.01.1939, VO vom 05.01.1939                           |
| BW                            |             | Hünengrab Qualitz             | Qualitz (53° 50′ 9,8″ N, 11° 51′ 3,6″ O)                  | 10 Felsen      |             | Nr. 41 am 14.06.1938, VO vom 07.06.1938                          |
| mehr Fotos \| Fotos hochladen |             | Großsteingrab Katelbogen      | Qualitz (53° 50′ 16,4″ N, 11° 51′ 11,2″ O)                | 7 Felsen       |             | Nr. 41 am 14.06.1938, VO vom 07.06.1938                          |
| BW                            |             | Magnolie                      | Qualitz L 14 (53° 50′ 52,2″ N, 11° 49′ 37,9″ O)           |                |             | Beschluss Nr. 81 des Rates des Kreises Bützow, 16.04.1986        |
| BW                            |             | Feldahorn                     | Wendorf bei Baumgarten (53° 48′ 46,2″ N, 11° 50′ 43,1″ O) |                |             | Beschluss Nr. 81 des Rates des Kreises Bützow, 16.04.1986        |

## Bernitt
| Bild | Nr. | Bezeichnung                  | Standort                                                               | Beschreibung                                            | Schutzzweck | Verordnung                                                      |
| ---- | --- | ---------------------------- | ---------------------------------------------------------------------- | ------------------------------------------------------- | ----------- | --------------------------------------------------------------- |
| BW   |     | Stieleiche                   | Bernitt (53° 52′ 40,1″ N, 11° 51′ 0,1″ O)                              |                                                         |             | Nr. 61 am 31.08.1937, VO vom 23.08.1937                         |
| BW   |     | 1 von ursprünglich 3 Buchen  | Jabelitz (53° 51′ 36,7″ N, 11° 48′ 53,8″ O)                            |                                                         |             | Nr. 61 am 31.08.1937, VO vom 23.08.1937                         |
| BW   |     | 1 Vogelkirsche               | Jabelitz (53° 51′ 49,7″ N, 11° 48′ 32,2″ O)                            | 2017 Stammumfang 3,24 m                                 |             | Nr. 61 am 31.08.1937, VO vom 23.08.1937                         |
| BW   |     | 1 von ehemals 2 Buchen       | Glambeck (53° 51′ 36,7″ N, 11° 48′ 53,7″ O)                            | Überhaltbuche                                           |             | Nr. 61 am 31.08.1937, VO vom 23.08.1937                         |
| BW   |     | Opferstein, Geotop Nr. G2_11 | Jabelitz (53° 51′ 57,1″ N, 11° 49′ 39,6″ O)                            | siehe auch: Liste der Geotope in Mecklenburg-Vorpommern |             | Nr. 41 am 14.06.1938, VO vom 07.06.1938                         |
| BW   |     | Findling                     | Jabelitz Revier (53° 51′ 46,4″ N, 11° 49′ 0,5″ O)                      |                                                         |             | Nr. 4 am 17.01.1939, VO vom 05.01.1939                          |
| BW   |     | 14 von ehemals 32 Buchen     | Bernitt (53° 52′ 30,6″ N, 11° 51′ 14,4″ O)                             |                                                         |             | Nr. 48 am 09.08.1940, VO vom 07.08.1940                         |
| BW   |     | fnd_gue_188                  | Gnemern Hauptstraße (53° 53′ 8,2″ N, 11° 49′ 21,4″ O)                  | Fläche 7,50 ha                                          |             | Beschluss des Rates des Kreises Bützow Nr. 52/84 vom 18.04.1984 |
| BW   |     | 1 Rosskastanie               | Bernitt (53° 54′ 10,1″ N, 11° 53′ 15,2″ O)                             |                                                         |             | Beschluss Nr. 81 des Rates des Kreises Bützow, 16.04.1986       |
| BW   |     | Lärchenallee                 | Kurzen Trechow Schlemminer Chaussee (53° 52′ 17,1″ N, 11° 53′ 46,2″ O) |                                                         |             | Beschluss Nr. 81 des Rates des Kreises Bützow, 16.04.1986       |
| BW   |     | 5 der ehemals 6 Lärchen      | Bernitt Trechower Holzung (53° 51′ 8,5″ N, 11° 53′ 2,4″ O)             |                                                         |             | Beschluss Nr. 81 des Rates des Kreises Bützow, 16.04.1986       |
| BW   |     | 1 Linde                      | Käterhagen Dorfstraße 3 (53° 51′ 52,4″ N, 11° 47′ 9,2″ O)              |                                                         |             | Beschluss Nr. 81 des Rates des Kreises Bützow, 16.04.1986       |

## Bützow
| Bild | Nr. | Bezeichnung                            | Standort                                                  | Beschreibung | Schutzzweck | Verordnung                                                |
| ---- | --- | -------------------------------------- | --------------------------------------------------------- | ------------ | ----------- | --------------------------------------------------------- |
| BW   |     | 1. der 2 noch vorhandenen von 4 Eichen | Bützow (53° 49′ 4″ N, 11° 59′ 30,1″ O)                    |              |             | Nr. 41 am 14.06.1938, VO vom 07.06.1938                   |
| BW   |     | 2. der 2 noch vorhandenen von 4 Eichen | Bützow (53° 49′ 4,5″ N, 11° 59′ 34,7″ O)                  |              |             | Nr. 41 am 14.06.1938, VO vom 07.06.1938                   |
| BW   |     | 1. von 13 der ehemals 14 Eichen        | Bützow (53° 49′ 10,2″ N, 12° 0′ 2,4″ O)                   |              |             | Nr. 41 am 14.06.1938, VO vom 07.06.1938                   |
| BW   |     | 2. von 13 der ehemals 14 Eichen        | Bützow (53° 49′ 8,6″ N, 11° 59′ 55,5″ O)                  |              |             | Nr. 41 am 14.06.1938, VO vom 07.06.1938                   |
| BW   |     | 3. von 13 der ehemals 14 Eichen        | Bützow (53° 49′ 7,9″ N, 12° 0′ 13,9″ O)                   |              |             | Nr. 41 am 14.06.1938, VO vom 07.06.1938                   |
| BW   |     | 4. von 13 der ehemals 14 Eichen        | Bützow (53° 49′ 8″ N, 12° 0′ 12,9″ O)                     |              |             | Nr. 41 am 14.06.1938, VO vom 07.06.1938                   |
| BW   |     | 5. von 13 der ehemals 14 Eichen        | Bützow (53° 49′ 9,6″ N, 12° 0′ 13″ O)                     |              |             | Nr. 41 am 14.06.1938, VO vom 07.06.1938                   |
| BW   |     | 6. von 13 der ehemals 14 Eichen        | Bützow (53° 49′ 8,7″ N, 12° 0′ 12,1″ O)                   |              |             | Nr. 41 am 14.06.1938, VO vom 07.06.1938                   |
| BW   |     | 7. von 13 der ehemals 14 Eichen        | Bützow (53° 49′ 8,4″ N, 12° 0′ 11,8″ O)                   |              |             | Nr. 41 am 14.06.1938, VO vom 07.06.1938                   |
| BW   |     | 8. von 13 der ehemals 14 Eichen        | Bützow (53° 49′ 8,9″ N, 12° 0′ 10,4″ O)                   |              |             | Nr. 41 am 14.06.1938, VO vom 07.06.1938                   |
| BW   |     | 9. von 13 der ehemals 14 Eichen        | Bützow (53° 49′ 8,8″ N, 12° 0′ 5,7″ O)                    |              |             | Nr. 41 am 14.06.1938, VO vom 07.06.1938                   |
| BW   |     | 10. von 13 der ehemals 14 Eichen       | Bützow (53° 49′ 6,6″ N, 12° 0′ 4,1″ O)                    |              |             | Nr. 41 am 14.06.1938, VO vom 07.06.1938                   |
| BW   |     | 11. von 13 der ehemals 14 Eichen       | Bützow (53° 49′ 5,8″ N, 12° 0′ 4,7″ O)                    |              |             | Nr. 41 am 14.06.1938, VO vom 07.06.1938                   |
| BW   |     | 12. von 13 der ehemals 14 Eichen       | Bützow (53° 49′ 4,3″ N, 12° 0′ 1,9″ O)                    |              |             | Nr. 41 am 14.06.1938, VO vom 07.06.1938                   |
| BW   |     | 13. von 13 der ehemals 14 Eichen       | Bützow (53° 49′ 10,5″ N, 12° 0′ 3,6″ O)                   |              |             | Nr. 41 am 14.06.1938, VO vom 07.06.1938                   |
| BW   |     | umgestürzte Eiche Nr. 14               | Bützow (53° 49′ 8,7″ N, 12° 0′ 13,5″ O)                   |              |             | Nr. 41 am 14.06.1938, VO vom 07.06.1938                   |
| BW   |     | 1 Eiche                                | Bützow (53° 48′ 42,9″ N, 11° 59′ 58,2″ O)                 |              |             | Nr. 29 am 05.05.1939, VO vom 25.04.1939                   |
| BW   |     | 1 Eiche                                | Bützow (53° 48′ 49,5″ N, 11° 59′ 12,3″ O)                 |              |             | 15.12.1959                                                |
| BW   |     | 1. von zwei der ursprünglich 3 Eichen  | Bützow Vierburgweg (53° 49′ 39,5″ N, 11° 58′ 54,5″ O)     |              |             | Nr. 1 Rat des Kreises Bützow, 15.12.1959                  |
| BW   |     | 2. von zwei der ursprünglich 3 Eichen  | Bützow Vierburgweg (53° 49′ 38,5″ N, 11° 58′ 53,6″ O)     |              |             | Nr. 1 Rat des Kreises Bützow, 15.12.1959                  |
| BW   |     | 1 Linde                                | Bützow Pfaffenstraße 8 (53° 50′ 59,3″ N, 11° 58′ 57,8″ O) |              |             | Beschluss Nr. 81 des Rates des Kreises Bützow, 16.04.1986 |
| BW   |     | 6 von ursprünglich 20 Buchen           | Oettelin (53° 48′ 57,3″ N, 12° 0′ 42,5″ O)                |              |             | Rat des Kreises Bützow, 15.12.1959                        |

## Dreetz
| Bild | Nr. | Bezeichnung                                            | Standort                                                  | Beschreibung                                                             | Schutzzweck | Verordnung                              |
| ---- | --- | ------------------------------------------------------ | --------------------------------------------------------- | ------------------------------------------------------------------------ | ----------- | --------------------------------------- |
| BW   |     | 5 Linden, 1 Eiche                                      | Dreetz (53° 47′ 17,4″ N, 11° 58′ 1,5″ O)                  |                                                                          |             | Nr. 71 am 08.10.1937, VO vom 27.09.1937 |
| BW   |     | 6 Linden                                               | Dreetz Am Ring (53° 47′ 10,3″ N, 11° 58′ 7,3″ O)          | 1 Ulme und 1 Eiche nicht mehr vorhanden, 6 Linden - Linden 2009 gepflegt |             | Nr. 71 am 08.10.1937, VO vom 27.09.1937 |
| BW   |     | 1. von ursprünglich 25 unter Schutz gestellten Eichen  | Dreetz (53° 47′ 30,7″ N, 11° 58′ 47″ O)                   |                                                                          |             | Nr. 71 am 08.10.1937, VO vom 27.09.1937 |
| BW   |     | 2. von ursprünglich 25 unter Schutz gestellten Eichen  | Dreetz (53° 47′ 29,4″ N, 11° 58′ 45,6″ O)                 |                                                                          |             | Nr. 71 am 08.10.1937, VO vom 27.09.1937 |
| BW   |     | 3. von ursprünglich 25 unter Schutz gestellten Eichen  | Dreetz (53° 47′ 29″ N, 11° 58′ 45,3″ O)                   |                                                                          |             | Nr. 71 am 08.10.1937, VO vom 27.09.1937 |
| BW   |     | 4. von ursprünglich 25 unter Schutz gestellten Eichen  | Dreetz (53° 47′ 27″ N, 11° 58′ 42,7″ O)                   |                                                                          |             | Nr. 71 am 08.10.1937, VO vom 27.09.1937 |
| BW   |     | 5. von ursprünglich 25 unter Schutz gestellten Eichen  | Dreetz (53° 47′ 25,4″ N, 11° 58′ 40,2″ O)                 |                                                                          |             | Nr. 71 am 08.10.1937, VO vom 27.09.1937 |
| BW   |     | 6. von ursprünglich 25 unter Schutz gestellten Eichen  | Dreetz (53° 47′ 24,6″ N, 11° 58′ 38,8″ O)                 |                                                                          |             | Nr. 71 am 08.10.1937, VO vom 27.09.1937 |
| BW   |     | 7. von ursprünglich 25 unter Schutz gestellten Eichen  | Dreetz (53° 47′ 24,1″ N, 11° 58′ 38″ O)                   |                                                                          |             | Nr. 71 am 08.10.1937, VO vom 27.09.1937 |
| BW   |     | 8. von ursprünglich 25 unter Schutz gestellten Eichen  | Dreetz (53° 47′ 23,4″ N, 11° 58′ 36,6″ O)                 |                                                                          |             | Nr. 71 am 08.10.1937, VO vom 27.09.1937 |
| BW   |     | 9. von ursprünglich 25 unter Schutz gestellten Eichen  | Dreetz (53° 47′ 23″ N, 11° 58′ 35,6″ O)                   |                                                                          |             | Nr. 71 am 08.10.1937, VO vom 27.09.1937 |
| BW   |     | 10. von ursprünglich 25 unter Schutz gestellten Eichen | Dreetz (53° 47′ 22,5″ N, 11° 58′ 34,2″ O)                 |                                                                          |             | Nr. 71 am 08.10.1937, VO vom 27.09.1937 |
| BW   |     | 11. von ursprünglich 25 unter Schutz gestellten Eichen | Dreetz (53° 47′ 22,2″ N, 11° 58′ 33,4″ O)                 |                                                                          |             | Nr. 71 am 08.10.1937, VO vom 27.09.1937 |
| BW   |     | 12. von ursprünglich 25 unter Schutz gestellten Eichen | Dreetz (53° 47′ 20,9″ N, 11° 58′ 30,4″ O)                 |                                                                          |             | Nr. 71 am 08.10.1937, VO vom 27.09.1937 |
| BW   |     | 13. von ursprünglich 25 unter Schutz gestellten Eichen | Dreetz (53° 47′ 18,7″ N, 11° 58′ 25,1″ O)                 |                                                                          |             | Nr. 71 am 08.10.1937, VO vom 27.09.1937 |
| BW   |     | 14. von ursprünglich 25 unter Schutz gestellten Eichen | Dreetz (53° 47′ 18,3″ N, 11° 58′ 24,2″ O)                 |                                                                          |             | Nr. 71 am 08.10.1937, VO vom 27.09.1937 |
| BW   |     | 15. von ursprünglich 25 unter Schutz gestellten Eichen | Dreetz (53° 47′ 17,8″ N, 11° 58′ 23,2″ O)                 |                                                                          |             | Nr. 71 am 08.10.1937, VO vom 27.09.1937 |
| BW   |     | 16. von ursprünglich 25 unter Schutz gestellten Eichen | Dreetz (53° 47′ 17,3″ N, 11° 58′ 22,4″ O)                 |                                                                          |             | Nr. 71 am 08.10.1937, VO vom 27.09.1937 |
| BW   |     | 1 der ursprünglich 2 Eichen                            | Dreetz Am Schmiedeberg (53° 47′ 31,2″ N, 11° 58′ 53,5″ O) |                                                                          |             | Nr. 71 am 08.10.1937, VO vom 27.09.1937 |
| BW   |     | 1. von 2 Eichen                                        | Dreetz Am Schmiedeberg (53° 47′ 28,9″ N, 11° 59′ 7,3″ O)  |                                                                          |             | Nr. 71 am 08.10.1937, VO vom 27.09.1937 |
| BW   |     | 2. von 2 Eichen                                        | Dreetz Am Schmiedeberg (53° 47′ 28,4″ N, 11° 59′ 6,8″ O)  |                                                                          |             | Nr. 71 am 08.10.1937, VO vom 27.09.1937 |
| BW   |     | 1. von 2 Eichen                                        | Dreetz Hauptstraße (53° 47′ 31,2″ N, 11° 59′ 17,6″ O)     |                                                                          |             | Nr. 71 am 08.10.1937, VO vom 27.09.1937 |
| BW   |     | 2. von 2 Eichen                                        | Dreetz Hauptstraße (53° 47′ 32,2″ N, 11° 59′ 20,6″ O)     |                                                                          |             | Nr. 71 am 08.10.1937, VO vom 27.09.1937 |
| BW   |     | 1 Eiche mit Naturdenkmalschild                         | Dreetz (53° 47′ 8″ N, 11° 58′ 26,8″ O)                    |                                                                          |             | Nr. 71 am 08.10.1937, VO vom 27.09.1937 |
| BW   |     | 1 Eiche                                                | Dreetz (53° 47′ 35,5″ N, 11° 58′ 43,3″ O)                 |                                                                          |             | Nr. 71 am 08.10.1937, VO vom 27.09.1937 |
| BW   |     | 1. von 5 Eichen                                        | Dreetz (53° 47′ 36,3″ N, 11° 58′ 39,3″ O)                 |                                                                          |             | Nr. 71 am 08.10.1937, VO vom 27.09.1937 |
| BW   |     | 2. von 5 Eichen                                        | Dreetz (53° 47′ 35,8″ N, 11° 58′ 38,9″ O)                 |                                                                          |             | Nr. 71 am 08.10.1937, VO vom 27.09.1937 |
| BW   |     | 3. von 5 Eichen                                        | Dreetz (53° 47′ 35,4″ N, 11° 58′ 39,1″ O)                 |                                                                          |             | Nr. 71 am 08.10.1937, VO vom 27.09.1937 |
| BW   |     | 4. von 5 Eichen                                        | Dreetz (53° 47′ 34,9″ N, 11° 58′ 39,3″ O)                 |                                                                          |             | Nr. 71 am 08.10.1937, VO vom 27.09.1937 |
| BW   |     | 5. von 5 Eichen                                        | Dreetz (53° 47′ 35,2″ N, 11° 58′ 42,4″ O)                 |                                                                          |             | Nr. 71 am 08.10.1937, VO vom 27.09.1937 |

## Jürgenshagen
| Bild | Nr. | Bezeichnung                                         | Standort                                                             | Beschreibung                               | Schutzzweck | Verordnung                              |
| ---- | --- | --------------------------------------------------- | -------------------------------------------------------------------- | ------------------------------------------ | ----------- | --------------------------------------- |
| BW   |     | 2. von noch 2 vorhandenen von ursprünglich 5 Eichen | Gnemern Hauptstraße (53° 55′ 55,3″ N, 11° 50′ 2,7″ O)                |                                            |             | Nr. 77 am 21.10.1938, VO vom 11.10.1938 |
| BW   |     | 1. von noch 2 vorhandenen von ursprünglich 5 Eichen | Gnemern Hauptstraße (53° 55′ 54,8″ N, 11° 50′ 2,8″ O)                |                                            |             | Nr. 77 am 21.10.1938, VO vom 11.10.1938 |
| BW   |     | Eiche                                               | Gnemern Hauptstraße (53° 55′ 53,8″ N, 11° 50′ 2,2″ O)                | bereits abgestorben und mit Efeu bewachsen |             | Nr. 77 am 21.10.1938, VO vom 11.10.1938 |
| BW   |     | 1. von 3 Eichen                                     | Gnemern Hauptstraße/Neue Straße (53° 55′ 52,5″ N, 11° 50′ 2,8″ O)    |                                            |             | Nr. 4 am 17.01.1939, VO vom 05.01.1939  |
| BW   |     | 2. von 3 Eichen                                     | Gnemern Neue Straße (53° 55′ 52″ N, 11° 50′ 3,8″ O)                  |                                            |             | Nr. 4 am 17.01.1939, VO vom 05.01.1939  |
| BW   |     | 3. von 3 Eichen                                     | Gnemern Neue Straße (53° 55′ 51,8″ N, 11° 50′ 4,2″ O)                |                                            |             | Nr. 4 am 17.01.1939, VO vom 05.01.1939  |
| BW   |     | Findling                                            | Klein Sien Südufer Großtessiner See (53° 53′ 33″ N, 11° 47′ 44,2″ O) |                                            |             | Nr. 4 am 17.01.1939, VO vom 05.01.1939  |

## Klein Belitz
In diesem Ort sind keine Naturdenkmale bekannt.

## Penzin
In diesem Ort sind keine Naturdenkmale bekannt.

## Rühn
| Bild | Nr.         | Bezeichnung | Standort                                                          | Beschreibung          | Schutzzweck | Verordnung                                                      |
| ---- | ----------- | ----------- | ----------------------------------------------------------------- | --------------------- | ----------- | --------------------------------------------------------------- |
| BW   |             | Findling    | Rühn Rühner Holz (53° 49′ 54,1″ N, 11° 53′ 44,5″ O)               | 5,3 m × 3,0 m × 2,0 m |             | Nr. 77 am 21.10.1938, VO vom 11.10.1938                         |
| BW   |             | 1 Linde     | Rühn Bützower Straße (53° 49′ 19,2″ N, 11° 56′ 14,4″ O)           |                       |             | Nr. 69 am 10.12.1940, VO vom 20.11.1940                         |
| BW   |             | 3 Eichen    | Rühn Bützower Straße, Friedhof (53° 49′ 16,9″ N, 11° 56′ 22,6″ O) |                       |             | Nr. 69 am 10.12.1940, VO vom 20.11.1940                         |
| BW   |             | 1 Linde     | Rühn Klosterhof (53° 49′ 24,7″ N, 11° 56′ 16,1″ O)                |                       |             | Nr. 69 am 10.12.1940, VO vom 20.11.1940                         |
| BW   |             | Blutbuche   | Rühn Parkweg (53° 49′ 24″ N, 11° 56′ 19″ O)                       |                       |             | Nr. 69 am 10.12.1940, VO vom 20.11.1940                         |
| BW   |             | 1 Eiche     | Rühn (53° 49′ 2,7″ N, 11° 55′ 5,2″ O)                             |                       |             | 15.12.1959                                                      |
| BW   | fnd_gue_195 | Hafermoor   | (53° 48′ 47,2″ N, 11° 57′ 12,2″ O)                                | Fläche 3,00 ha        |             | Beschluss des Rates des Kreises Bützow Nr. 52/84 vom 18.04.1984 |
| BW   |             | Eibe        | Rühn Ladenweg (53° 49′ 17,6″ N, 11° 56′ 20,4″ O)                  |                       |             | Beschluss Nr. 81 des Rates des Kreises Bützow, 16.04.1986       |

## Steinhagen
In diesem Ort sind keine Naturdenkmale bekannt.

## Tarnow
| Bild                          | Nr. | Bezeichnung                 | Standort                                                                    | Beschreibung               | Schutzzweck | Verordnung                                                  |
| ----------------------------- | --- | --------------------------- | --------------------------------------------------------------------------- | -------------------------- | ----------- | ----------------------------------------------------------- |
| BW                            |     | Vierlingsbuche              | Boitin an der Grenze zur Gemarkung Tarnow (53° 46′ 30,7″ N, 11° 59′ 1,3″ O) |                            |             | Nr. 61 vom 31.08.1937, 23.08.1937                           |
| BW                            |     | 3 Eichen                    | Zernin Großes Moor (53° 46′ 28,7″ N, 11° 55′ 53,6″ O)                       |                            |             | Nr. 61 vom 31.08.1937, 23.08.1937                           |
| mehr Fotos \| Fotos hochladen |     | Großsteingrab, 13 Findlinge | Groß Upahl (Tarnow, Flur 3, Flst. 100) (53° 44′ 17,9″ N, 11° 59′ 43,4″ O)   | Großsteingrab Herrenholz 1 |             | Nr. 4 am 17.01.1939, VO vom 05.01.1939                      |
| BW                            |     | Hünengrab mit 11 Steinen    | (53° 46′ 46,7″ N, 11° 53′ 52,8″ O)                                          |                            |             | Nr. 4 am 17.01.1939, VO vom 05.01.1939                      |
| BW                            |     | Hünengrab mit 9 Steinen     | (53° 46′ 46,7″ N, 11° 53′ 49,6″ O)                                          |                            |             | Nr. 4 am 17.01.1939, VO vom 05.01.1939                      |
| BW                            |     | Hünengrab mit 8 Steinen     | Zernin Revier (53° 46′ 49″ N, 11° 53′ 44,2″ O)                              |                            |             | Nr. 4 am 17.01.1939, VO vom 05.01.1939                      |
| Fotos hochladen               |     | Kleiner Steintanz           | Tarnow I (53° 46′ 15,2″ N, 11° 57′ 23″ O)                                   |                            |             | Nr. 73 am 31.10.1939, VO vom 18.10.1939                     |
| mehr Fotos \| Fotos hochladen |     | Großer Steintanz            | Tarnow I (53° 46′ 18,8″ N, 11° 57′ 18″ O)                                   |                            |             | Nr. 73 am 31.10.1939, VO vom 18.10.1939                     |
| BW                            |     | 1 Eibe                      | Zernin (53° 47′ 46,1″ N, 11° 55′ 48,5″ O)                                   |                            |             | Nr. 73 am 31.10.1939, VO vom 18.10.1939                     |
| BW                            |     | Buche                       | Boitin (53° 46′ 30,6″ N, 11° 58′ 20,6″ O)                                   |                            |             | Nr. 20 vom 06.05.1941, 21.04.1941                           |
| BW                            |     | 4 Kastanien                 | Grünenhagen (53° 44′ 57,2″ N, 11° 59′ 3,1″ O)                               |                            |             | Niederdeutscher Beobachter am 09.09.1942, VO vom 28.08.1942 |

## Warnow
| Bild | Nr. | Bezeichnung             | Standort                                              | Beschreibung | Schutzzweck | Verordnung                                                |
| ---- | --- | ----------------------- | ----------------------------------------------------- | ------------ | ----------- | --------------------------------------------------------- |
| BW   |     | 2 Kastanien             | Eickelberg Dorfkirche (53° 46′ 27,1″ N, 11° 49′ 4″ O) |              |             | Nr. 73 am 31.10.1939, VO vom 18.10.1939                   |
| BW   |     | 1 Eiche (Kurzfeldeiche) | Eickhof (53° 47′ 5,6″ N, 11° 50′ 15,3″ O)             |              |             | Nr. 73 am 31.10.1939, VO vom 18.10.1939                   |
| BW   |     | 1 Eiche                 | Lübzin (53° 44′ 34,3″ N, 11° 56′ 8,2″ O)              |              |             | Beschluss Nr. 81 des Rates des Kreises Bützow, 16.04.1986 |
| BW   |     | 1 Eiche                 | Rosenow (53° 44′ 40″ N, 11° 52′ 54,2″ O)              |              |             | Beschluss Nr. 81 des Rates des Kreises Bützow, 16.04.1986 |
| BW   |     | Eiche                   | Rosenow (53° 44′ 58,8″ N, 11° 53′ 57,6″ O)            |              |             | Beschluss Nr. 81 des Rates des Kreises Bützow, 16.04.1986 |
| BW   |     | Linde                   | Rosenow Forsthof (53° 44′ 31,9″ N, 11° 54′ 13″ O)     |              |             | Nr. 61 am 31.08.1937, VO vom 23.08.1937                   |
| BW   |     | Mammutbaum              | Rosenow Forsthof (53° 44′ 31,1″ N, 11° 54′ 12,5″ O)   |              |             | Beschluss Nr. 81 des Rates des Kreises Bützow, 16.04.1986 |
| BW   |     | Lindenallee             | Warnow (53° 45′ 2,9″ N, 11° 51′ 36″ O)                |              |             | Beschluss Nr. 81 des Rates des Kreises Bützow, 16.04.1986 |

## Zepelin
In diesem Ort sind keine Naturdenkmale bekannt.